# ティスロルテ・ポンピケル

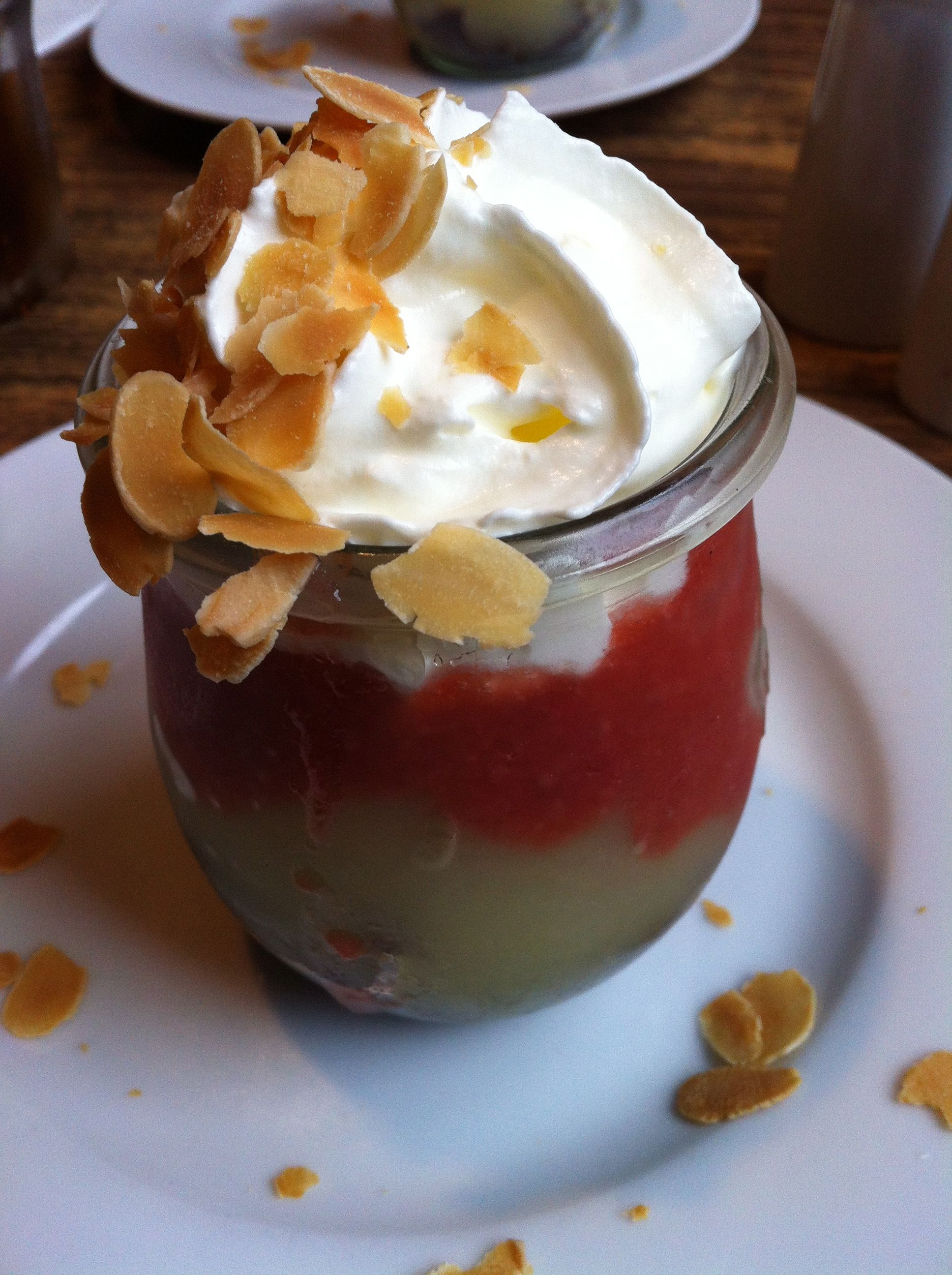
ガラスのボウルに入ったもの

ティスロルテ・ポンピケル(tilslørte bondepiker)は、伝統的なスカンディナヴィアのデザートである。様々なバリエーションがある。通常、透明なグラスかボウルに入れて提供される。

## 料理名
料理名は、ノルウェー語で「ベールを被った農家の少女」という意味である。スウェーデン語ではänglamat、デンマーク語ではbondepige med slør、フィンランド語ではpappilan hätävara、ドイツ語ではVerschleiertes Bauernmädchen、低地ドイツ語ではBuerndeern mit Sleierとして知られる。

## 作り方
アップルソース（または潰した果物）を底に広げ、トーストしたパン粉かラスクのクラムの層、ホイップクリームの層、ソースの層を重ね、一番上の層をクラムまたはホイップクリームの層とする。ヘーゼルナッツや砕いたアーモンドでデコレーションすることもある。

## 関連文献
- S. Schmidt-Nielsen, Mat-leksikon: en oppslagsbok for mat og drikkevarer. Trondheim 1947